# Садамото, Ёсиюки
Ёсиюки Садамото (яп. 貞本 義行 Садамото Ёсиюки, род. 29 января 1962) — японский дизайнер персонажей, мангака, один из сооснователей аниме-студии Gainax.

## Биография
До того как компания получила официальное название (изначально она называлась «Daicon Film») работал в качестве аниматора над вступительной заставкой для конвента «Daicon IV». Его первым заданием в качестве дизайнера персонажей в Gainax стало аниме Royal Space Force: The Wings of Honneamise, выпущенное в 1987 году. Он также работал в качестве аниматора над Gunbuster и Fushigi no Umi no Nadia, и вернулся к своей основной специальности начиная с первой серии аниме Diebuster (также известного как Gunbuster 2 или Top wo Nerae! 2). Он стал автором дизайна персонажей наиболее известного сериала студии Gainax — «Евангелион», а также автором его манга-адаптации (которая стала первой полноразмерной мангой Садамото).
Помимо работы над «Евангелионом» Садамото создал образы персонажей для Nadia, FLCL, .hack//Sign, Diebuster и «Девочки, покорившей время». Его первый артбук озаглавлен «Alpha» и представляет собой коллекцию иллюстраций, сделанных Садамото до «Евангелиона» (в том числе для Nadia и The Wings of Honneamise).
В 2003 году Viz Media публикует собрание его работ под названием «Der Mond» (с нем. — «Луна»). Другие работы Садамото включены в артбуки «Die Sterne» (с нем. — «Звёзды») и «Groundwork of FLCL» (с англ. — «Эскизы для «Фури-Кури»»).
Садамото — автор короткой манги Route 20, произошедшей из отменённого аниме-проекта. Также ему принадлежит авторство двух однотомных манг — Dirty Work и System of Romance.
Садамото создал художественное оформление альбома «Pilgrim» Эрика Клэптона.
В августе 2019 года, в связи с выставкой в Музее искусств префектуры Айти, он назвал южнокорейскую статую, посвящённую женщинам «станций утешения», грязной и вульгарной, утверждая, что такое искусство является пропагандой без эстетической ценности. Поклонники в ответ были разочарованы и указали Садамото, что сексуальная эксплуатация в годы Второй мировой войны заставляет задуматься о правах женщин. Выставка была отменена после получения многочисленных жалоб японцев и угрозы «принести канистру с бензином в музей», которую восприняли всерьёз, учитывая недавний поджог студии Kyoto Animation. Подобное развитие событий только ухудшило и без того непростые отношения между Японией и Южной Кореей.

## Список работ

### Манга
- Comic Gunbuster, 1989 год. Оригинальный дизайн персонажей.
- Route 20, 1991—1992 годы. Сюжет, художник.
- Neon Genesis Evangelion, 1995—2013. Сюжет, художник.
  - Neon Genesis Evangelion: Angelic Days, 2003 год. Оригинальный дизайн персонажей.
- Toki wo Kakeru Shoujo -Tokikake-, адаптация «Девочки, покорившей время», 2006 год. Оригинальный дизайн персонажей.
- Dirty Work (однотомная, совместно с Мако Такаха)
- System of Romance (однотомная, совместно с Мако Такаха)

### Аниме
- Daicon films, ролики для конвента, 1981 и 1983 годы. Анимация.
- Tenshi no Tamago, фильм 1985 года. Ведущий аниматор.
- «Повесть о Гэндзи», фильм 1987 года. Ведущий аниматор.
- «Королевский десант» (Wings of Honneamise), фильм 1987 года. Дизайн персонажей, режиссёр анимации.
- F, адаптация манги, 1988 год. Ведущий аниматор.
- Gunbuster, OVA 1988 года. Дизайн анимации персонажей.
  - Diebuster, OVA 2004 года. Дизайн персонажей, режиссёр анимации (1-я серия).
    - Gunbuster vs Diebuster Aim for the Top! The GATTAI!!, фильм 2006 года. Оригинальный дизайн персонажей из Diebuster.
- Nadia: The Secret of Blue Water, телесериал 1990—1991 годов. Дизайн персонажей.
  - Nadia: The Secret of Blue Water Original Movie, фильм 1991 года. Дизайн персонажей.
- R20 — Ginga Kūkō (англ. «Route 20 - Galactic Airport»), 3-х минутный короткометражный фильм, 1991 год. Режиссёр, сценарий, анимация, дизайн персонажей.
- «Евангелион», телесериал 1995 года. Дизайн персонажей.
  - Neon Genesis Evangelion: Death & Rebirth, фильм 1997 года. Дизайн персонажей, художественный директор.
    - Neon Genesis Evangelion: The End of Evangelion, фильм 1997 года. Дизайн персонажей, художественный директор, координатор.

  - «Евангелион 1.11: Ты (не) один», фильм 2007 года. Дизайн персонажей, ведущий аниматор.
  - «Евангелион 2.22: Ты (не) пройдёшь», фильм, 2009 год. Оригинальный дизайн персонажей.
- FLCL («Фури-Кури»), OVA 2000 года. Оригинальный дизайн персонажей, визуальная концепция.
- .hack//SIGN, телесериал 2002 года. Оригинальная концепция, оригинальный дизайн персонажей, дизайн персонажей, подбор саундтрека.
  - .Hack//Liminality, OVA 2002 года. Режиссёр дизайна персонажей, подбор саундтрека.
    - .Hack//Unison, OVA 2003 года. Оригинальный дизайн персонажей.
    - .Hack//Legend Of The Twilight, телесериал 2003 года. Оригинальный дизайн персонажей (эскизы).

  - .Hack//Roots, телесериал 2006 года. Оригинальный дизайн персонажей.
  - .Hack//G.U. Trilogy, фильм 2008 года. Надзор за дизайном.
- The Melody of Oblivion, телесериал 2004 года. Концепция механизмов (концепт «Iber Machine»).
- «Девочка, покорившая время», фильм 2006 года. Дизайн персонажей.
- «Гуррен-Лаганн», телесериал 2007 года. Ведущий аниматор (27-я серия).
- «Летние войны», фильм, 2009 год. Дизайн персонажей.
- Great Pretender, 2020 год. Дизайн персонажей[4].
- Grendizer U, 2024 год. Дизайн персонажей[5]

### Художественные фильмы
- Cutie Honey, 2004 год. Дизайн персонажей.
- Neon Genesis Evangelion. Оригинальный дизайн костюмов.

### Игры
- Chrono Cross, 1999 год. Дизайн персонажей.
- Starwing Paradox, 2018 год. Дизайн персонажей.